# Oscurus
Oscurus (in croato Oskoruš) è un piccolo paese dell'Istria, facente parte del comune di Buie.

## Storia
Durante il XVI ed il XVII secolo il paese venne abitato prevalentemente da famiglie contadine provenienti dalla Dalmazia e dalla Venezia Giulia.  Successivamente divenne parte della Repubblica di Venezia  e nel 1797  passò sotto il dominio asburgico. Nel 1805 Oscurus fu conquistata da Napoleone Bonaparte e passò sotto il dominio francese (facendo parte delle province illiriche). Dopo la caduta di Napoleone nel 1813 il paese tornò sotto il controllo dell'Impero austro-ungarico. Dopo il Trattato di Rapallo Oscurus entrò a far parte dell'Italia. Dopo la seconda guerra mondiale entrò a far parte del Territorio Libero di Trieste e nel 1954 della Jugoslavia. In questo periodo ci fu un esodo di massa per sfuggire alle persecuzioni e alla pulizia etnica messa in atto dai soldati comunisti slavi nei confronti degli italiani. Nel 1991 Oscurus è passata sotto il controllo della Croazia, della quale ancora oggi fa parte.

## Geografia antropica
È situato in cima ad un colle della valle del fiume Argilla, il quale bagna pure il colle di Momiano. Il centro abitato può essere suddiviso in due parti: 
- Oscurus Alta: quella in cima al colle e più popolata
- Oscurus Bassa: quella che si trova a metà strada tra il fondovalle e la parte alta del paese; questa parte del paese è meno popolata ed è caratterizzata da alcuni campi di olivi.

## Società

### Evoluzione demografica
Nel 2011 si contavano 51 abitanti, divisi tra 25 nuclei familiari 
Il censimento austriaco del 1910 registrava nel comune catastale di Oscurus 241 abitanti, per il 98% italiani.

### Etnie
|          |          |  |        |        |
| -------- | -------- |  | ------ | ------ |
| Italiani | Italiani |  | 92,45% | 92,45% |
| Istriani | Istriani |  | 1,88%  | 1,88%  |
| Croati   | Croati   |  | 1,88%  | 1,88%  |